# Сан-Феліпе-Пуебло (Нью-Мексико)
Сан-Феліпе-Пуебло (англ. San Felipe Pueblo) — переписна місцевість (CDP), індіанське пуебло народності керіс в США, в окрузі Сандовал штату Нью-Мексико. Населення — 2542 особи (2020).

## Географія
Сан-Феліпе-Пуебло розташований за координатами 35°26′18″ пн. ш. 106°24′48″ зх. д. / 35.43833° пн. ш. 106.41333° зх. д. (35.438327, -106.413210).  За даними Бюро перепису населення США в 2010 році переписна місцевість мала площу 31,76 км², з яких 31,02 км² — суходіл та 0,74 км² — водойми.

## Демографія
Згідно з переписом 2010 року, у переписній місцевості мешкали 2404 особи в 430 домогосподарствах у складі 390 родин. Густота населення становила 76 осіб/км².  Було 460 помешкань (14/км²).
Расовий склад населення:
| - 99,2 % — корінних американців - 0,3 % — білих |

До двох чи більше рас належало 0,5 %. Частка іспаномовних становила 0,7 % від усіх жителів.
За віковим діапазоном населення розподілялося таким чином: 35,7 % — особи молодші 18 років, 57,9 % — особи у віці 18—64 років, 6,4 % — особи у віці 65 років та старші. Медіана віку мешканця становила 26,7 року. На 100 осіб жіночої статі у переписній місцевості припадало 93,4 чоловіків;  на 100 жінок у віці від 18 років та старших — 89,7 чоловіків також старших 18 років.
Середній дохід на одне домашнє господарство  становив 54 866 доларів США (медіана — 48 550), а середній дохід на одну сім'ю — 55 537 доларів (медіана — 48 100). Медіана доходів становила 28 594 долари для чоловіків та 30 833 долари для жінок. За межею бідності перебувало 34,6 % осіб, у тому числі 39,5 % дітей у віці до 18 років та 13,7 % осіб у віці 65 років та старших.
Цивільне працевлаштоване населення становило 871 осіб. Основні галузі зайнятості: освіта, охорона здоров'я та соціальна допомога — 31,7 %, мистецтво, розваги та відпочинок — 25,0 %, роздрібна торгівля — 12,9 %, публічна адміністрація — 9,4 %.